# Paul Clement
Paul Drew Clement (n. 24 iunie 1966) este jurist american, care a îndeplinit funcțiile de Avocat General al Statelor Unite (Solicitor General)  Statelor Unite  și de Procuror general al Statelor Unite (Attorney General), profesor de științe juridice la Universitatea Georgetown. El a fost nominalizat de Președintele George W. Bush pe 14 martie 2005 la postul de Solicitor-General, confirmat de Senatul Statelor Unite pe 8 iunie 2005, și a depus jurământul pe 13 iunie. Clement l-a înlocuit în aceasta funcție pe Theodore Olson.
Paul Clement a demisionat pe 14 mai 2008, efectiv pe 2 iunie 2008,și s-a alăturat Centrului Juridic al Universității Georgetown.